# Artemiz
Artemiz, född 30 september 2001 i Gómez Palacio i Durango, är en mexikansk fribrottare inom stilen lucha libre. Sedan 2022 brottas hon i Lucha Libre AAA Worldwide. Tidigare använde hon artistnamnet Perla Lagunera. 
Hon tränades i Comarca Lagunera av Brillante Sr., Diamante Negro, Dandy Garcia och Halcon Suriano Jr. och gjorde sin professionella debut 2016. Sedan 2019 är hon ett av de största kvinnliga namnen på den mexikanska oberoende fribrottningsscenen och har brottats runt om i landet i förbund som Grupo Internacional Revolución (IWRG), Kaoz Lucha Libre, Lucha Libre Vanguardia och Mexawrestling.
Som många andra mexikanska fribrottare brottas Artemiz iförd fribrottningsmask, enligt traditionerna inom lucha libre. Hennes riktiga namn och identitet är således inte känt av allmänheten.